# دائرة خبانة
دائرة الخبانة هي إحدى دوائر ولاية المسيلة الجزائرية.